# Extrusor de doble husillo

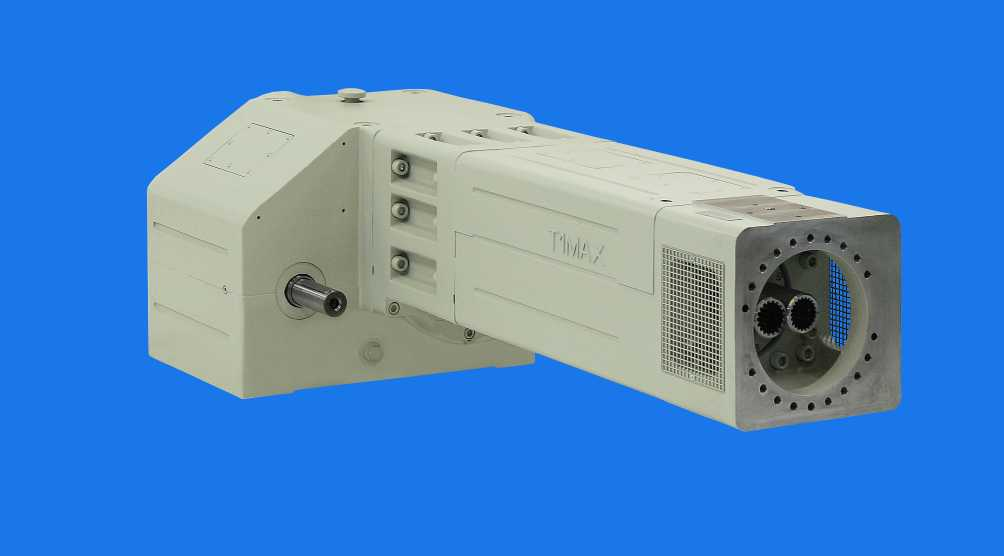
Caja de cambios del extrusor

Los extrusores de doble husillo se utilizan, dentro del ámbito industrial y científico, generalmente para extruir polímeros, alimentos y metales, entre otros. Se utilizan en operaciones de procesamiento que requieren de fundir, mezclar, eliminar gases, llevar a cabo reacciones de polimerización y cocción, ya sea para producir gránulos (o pellets en inglés) o para hacer perfiles. Además, se utilizan para evaporar los restos de monómeros y solventes procedentes de la reacción de polimerización.
La diferencia de estos extrusores y los de un solo husillo es que cada husillo está conformado por elementos intercambiables, es decir, se pueden colocar elementos de transporte y/o mezclado en diferentes posiciones a lo largo de cada husillo (en el extrusor tradicional, el husillo está hecho de una sola pieza o máximo dos). El flujo generado en un doble husillo que engrana y es contra rotativo genera un flujo en forma de C el cual tiene las características de un bombeo positivo, disminuyendo drásticamente la influencia de la viscosidad del material para su transporte y generando un bombeo muy eficiente. Las desventajas de este proceso es que los husillos son empujados por el material hacia las paredes del cañón, lo que evita el huso de altas velocidades; también existe el problema del mezclado ineficiente, mientras más rápido se transporta el material, menos eficiente es el mezclado.

## Historia
El origen del extrusor de doble husillo se remonta a 1869, donde una patente de los Estados Unidos reporta una máquina llamada malaxator. En 1901 wunsche construye en Berlín (Alemania) el primer extrusor de doble husillo corotativo auto-limpiante (alemán: selbstreinigende). Los primeros intentos de construir extrusores de doble husillo fueron construidos en Alemania, en la fábrica BASF a principios del siglo XX, desde entonces han ido evolucionando y han sido mejorados.

## Tipos
Existen diferentes extrusores: 

### Corrotativos
- Que engranan

- Este tipo de extrusor es el más popular dentro de los extrusores de doble husillo porque tienen la característica de que los husillos se limpian mutuamente.
- Extrusores evaporadores

- Que no engranan

- Este tipo de husillo sirve para comprimir los materiales, pues puede incrementar la presión considerablemente.

### Contrarotativos
- Que no engranan

- Generalmente se les conoce como mezcladores, pues sirven para mezclar diferentes componentes o mezclar los polímeros con aditivos, tales como pigmentos.

En los husillos que si engranan y son corrotativos, el flujo tiene mayor dependencia en la viscosidad del material, aunque mucho menor que en los extrusores de un solo husillo. En este tipo de arreglo los husillos no son empujados hacia la pared del cañón, por ello se permiten altas velocidades, además el material pasa de un husillo a otro logrando un flujo alternante que ayuda a una mezcla más homogénea.

## Elementos
De acuerdo con su función, los principales elementos son:
- Transporte de pellets
- Transporte y compactación de pellets
- Fundido de polímero
- Excéntricos
- De 1 o dos pasos
- Mezcladores con dientes
- bloques mezcladores
- Discos de mezclado
- Elementos de transporte y discos de mezclado de flujo inverso.

### Álabes
Un extrusor co o contrarotativo puede tener uno, dos o tres álabes (también llamados cuerdas o hilos). Los cuales indican el paso del husillo. 

### Dirección
La dirección de los álabes puede ser derecha o izquierda y esto promueve el desplazamiento del polímero en dirección al dado y aumenta la presión (derecha) o disminuye la presión y frena el desplazamiento (izquierda).

## Reología
Debido a que los extrusores de doble husillo se utilizan tanto para homogeneizar, como para mezclar, distribuir y evaporar, es su análisis reológico extremadamente complicado. Los modelos réológicos que más se utilizan son los que ayudan a realizar un análisis simple.

### Carreau
El modelo de Carreau es el modelo simple y original que sirve para describir el comportamiento reológico bajo diferentes esfuerzos cortantes. Funciona bien para algunos polímeros, especialmente amorfos lineares.
Una versión muy popular es:
{\displaystyle \eta =\eta _{0}\left[1+\left(\lambda \omega \right)\right]^{n-1}}

### Carreau-Yasuda
El modelo de Carreau-Yasuda es muy útil para modelar el comportamiento reológico de un polímero a temperatura constante bajo diferentes valores de flujo cortante. 
Una versión muy popular es:
{\displaystyle \eta =\eta _{0}\left[1+\left(\lambda \omega \right)^{a}\right]^{\frac {n-1}{a}}}
donde
- {\displaystyle \eta =} la viscosidad real (o corregida) [Pa s]
- {\displaystyle \eta _{0}=} La viscosidad a velocidad de corte  = 0 (Zero-shear viscosity, en inglés) [Pa s]
- {\displaystyle \omega =} Frecuencia [s^{-1}]
- {\displaystyle \lambda =} constante de tiempo para este fluido. Determina cuando ocurre el cambio de comportamiento a mayores tazas de corte
- {\displaystyle a=} Exponente de la región de transición entre cero-corte y ley de la potencia
- {\displaystyle n=} Describe la pendiente a altas tazas de corte

El modelo de Carreau-Yasuda muestra en general muy buenos resultados cuando se han correlacionado valores de polímeros tales como PMMA, PP y PC.
Ya que el flujo cortante dentro en un extrusor cambia según las revoluciones por minuto de los husillos y la geometría de los elementos, un estudio de cada caso particular es por lo general extremadamente complicado.

### Carreau-Yasuda-WLF
La ecuación de Carreau-Yasuda-WLF integra un factor de temperatura, el cual es muy importante para hacer curvas maestras y obtener ecuaciones de comportamiento reológico a cualquier temperatura válida.
{\displaystyle \eta =\alpha _{T}\eta _{0}\left[1+\left(\alpha _{T}\lambda \omega \right)^{a}\right]^{\frac {n-1}{a}}}
Donde {\displaystyle \alpha _{T}} es el factor de desplazamiento con respecto a la temperatura.

## Campo de aplicación
- Procesamiento de plástico
- Compounding
- Extrusión reactiva
- Reciclaje

## Fabricantes
Los fabricantes de extrusores de doble husillo más importantes en Europa son:
- FEDDEM

- Davis-Standard
- Berstorff
- Coperion
- Leistritz Group
- Krauss-Maffei
- Clextral
- Theysohn EKS
- MAS